# Salamandra-lusitânica
A salamandra-lusitânica ou saramântiga (Chioglossa lusitanica) é um anfíbio pertencente à ordem Caudata, endémico do noroeste da Península Ibérica. É a única espécie do género Chioglossa. A sua cauda pode atingir dois terços do comprimento do corpo. Se atacadas, estas salamandras podem soltar a cauda por autotomia, regenerando-a posteriormente. Esta espécie tem várias características morfológicas que as tornam adaptadas a ambientes ribeirinhos, reproduzindo-se em refúgios estivais, tais como minas abandonadas. O seu estado de conservação está actualmente definido como vulnerável pela UICN, dada a degradação contínua do seu habitat, e área de distribuição limitada.

## Descrição
Possui um corpo estreito e cilíndrico, raramente ultrapassando os 16 cm de comprimento. Os machos atingem os 15,6 cm de comprimento, e as fêmeas 16,4 cm. Tem uma cauda longa, que nos adultos pode atingir dois terços do comprimento total do animal, e metade do comprimento nos juvenis. Os olhos são protuberantes. As patas dianteiras têm 4 dedos e as traseiras 5. As patas anteriores são mais estreitas e pequenas do que as posteriores. A sua cor básica é o preto e têm 2 listas dorsais de cor dourada ao longo do corpo, que se unem, na cauda. A superfície dorsal pode ter pequenos ponteados azulados. O ventre é cinzento. Quando se sente ameaçada tem a possibilidade de soltar a cauda, que é posteriormente regenerada. É o único salamandrídeo ibérico com essa capacidade. O seu corpo é cilíndrico. Os machos distinguem-se das fêmeas durante a época de reprodução pelas patas anteriores e cloaca inchadas. Foram já encontrados indivíduos semi-albinos e albinos em populações naturais e uma larva dicefálica. Os adultos alimentam-se de insectos, aracnídeos e moluscos de pequenas dimensões, enquanto as larvas se alimentam de pequenos insectos aquáticos, moluscos e crusáceos.

## Taxonomia
O género Chioglossa é monoespecífico, sendo o seu parente mais próximo a salamandra Mertensiella caucasica, com a qual forma um grupo monofilético. Pensava-se que o isolamento das duas espécies terá iniciado há volta de 15 milhões de anos, quando a região Oriental e Ocidental do Mediterrâneo se separaram. A divergência entre as duas espécies poderá ser no entanto mais antigo, durante o Paleoceno ou Eoceno, de acordo com estudos mais recentes.
São actualmente reconhecidas duas subespécies, C. lusitanica lusitanica e C. l. longipes. A subespécie lusitanica distribui-se exclusivamente em Portugal, a sul do Rio Mondego, enquanto que a subespécie longipes se distribui a norte do Mondego, em todo o Norte de Portugal, Galiza e Astúrias.
As subespécies distinguem-se apenas por um maior comprimento relativo dos membros e dedos da forma longipes.

## Distribuição e habitat

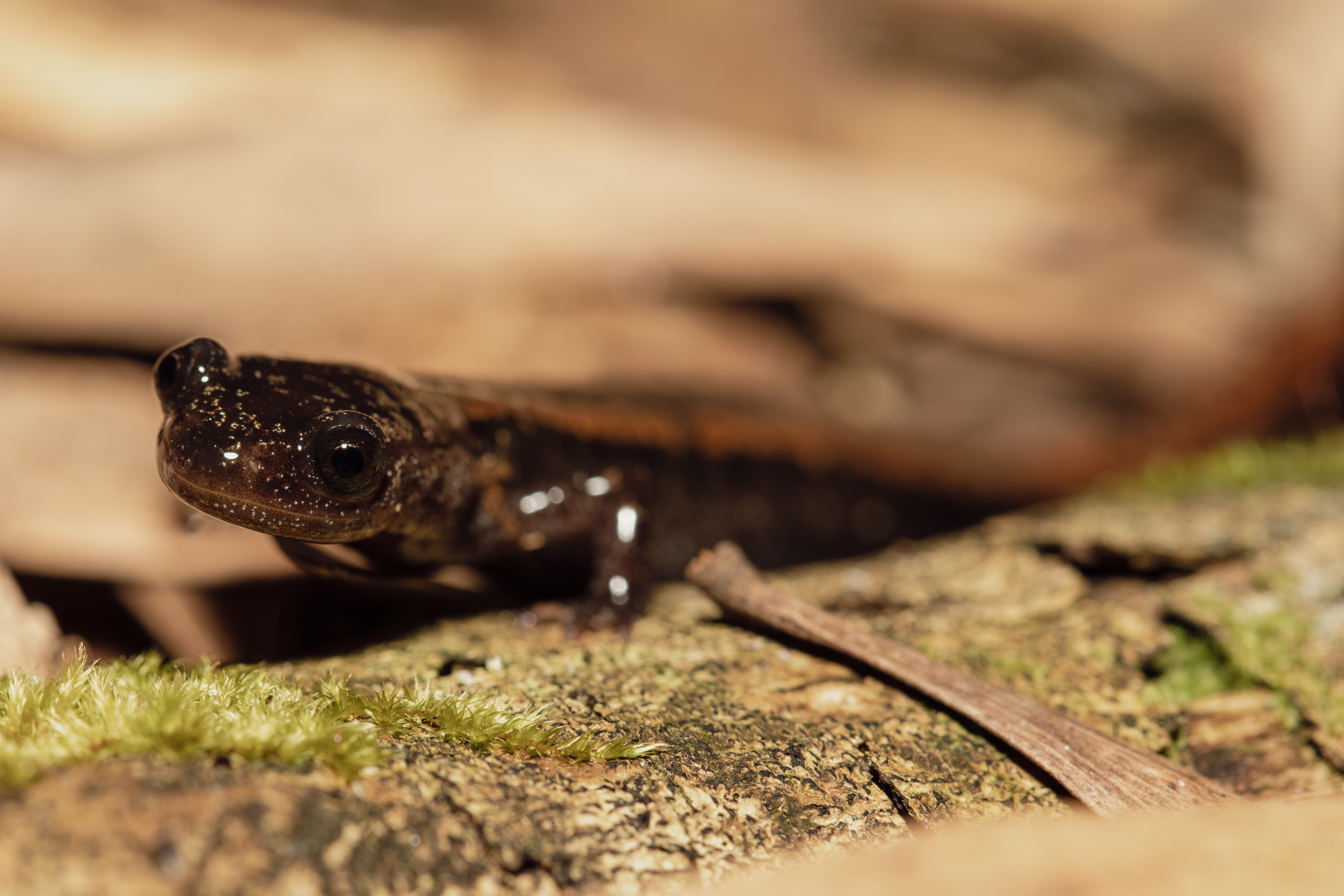
Salamandra-Lusitânica

É uma espécie que se situa em Espanha e Portugal, confinada à área noroeste da Península Ibérica, onde a precipitação é mais acentuada. Na Espanha está presente na Galiza, Astúrias e parte oeste da Cantábria. Está presente na parte norte de Portugal, a norte do Rio Tejo. A população mais a sul situa-se na Serra de Alvelos.
Habita regiões com precipitação superior a 1000 mm por ano e abaixo dos 1500 m de altitude. Os adultos preferem zonas junto a ribeiros de água corrente de zonas de montanha onde ocorra vegetação densa e rochas cobertas de musgo. Preferem ambientes aquáticos com pH ligeiramente ácido. Durante a época mais seca, migram para refúgios estivais, como barragens e minas abandonadas, onde se dá a reprodução.

## Reprodução
A sua época de reprodução é entre Março e Novembro. O seu ritual de acasalamento é complexo e semelhante ao do género Salamandra. Em grande parte dos anfíbios caudados, o macho deposita um espermatóforo em frente à fêmea e tenta conduzi-la a passar por cima dele. Salamandra e  Chioglossa, no entanto, depositam o espermatóforo por baixo do ventre da fêmea. O ritual ocorre em terra ou em águas pouco profundas. O macho levanta-se numa posição alerta com as patas anteriores estendidas. Nessa posição persegue qualquer salamandra que se mexa. Quando alcança uma fêmea, dá-lhe um toque breve com o focinho e tenta completar o amplexo. O macho move-se em direcção à cabeça da fêmea, empurra-a brevemente e coloca depois a cabeça debaixo da axila da fêmea. O macho então empurra-se para a frente por debaixo da fêmea e quando as suas patas anteriores levantadas entram em contacto com as da fêmea, ele segura-as e à fêmea num amplexo. Cada fêmea pode depositar à volta de 15 ovos em margens de ribeiros, debaixo de pedras submersas ou em minas. As larvas eclodem após 6 a 9 semanas. Estas abrigam-se em tanques ou charcos ou zonas mais tranquilas de ribeiros até terminarem a metamorfose, o que pode demorar 1 ou 2 anos. Tem uma longevidade máxima de 8 anos.

## Conservação
A espécie é considerada vulnerável pelo Livro Vermelho dos Vertebrados de Portugal, integrante da Lista Vermelha do UICN. Está também incluída no Anexo II da Convenção de Berna e nos Anexos II e IV da Directiva Habitats.
Como em muitas outras espécies de anfíbios, esta espécie está em declínio principalmente devido à alteração e destruição do habitat, modificação do habitat através de desflorestação e alteração da qualidade da água, intensificação da agricultura, drenagem dos locais de reprodução e devido ao uso local de pesticidas, fertilizantes e outros poluentes.
As salamandras-lusitânicas foram também afectadas pelo aumento das monoculturas de eucalipto. A manta morta formada de folhas de eucalipto diminui a quantidade de presas e liberta substâncias tóxicas para as salamandras.
No litoral Norte e Centro de Portugal, a perda da qualidade da água deve-se ao desvio de pequenos ribeiros para uso na rega, e para abastecer zonas urbanas e industriais.
Modelos climáticos prevêem que esta espécie, juntamente com outras espécies de anfíbios ibéricos, diminuam a sua área de distribuição nos próximos 50 a 70 anos devidos às alterações climáticas. Os modelos analisados incluem diminuição da precipitação e aumento da temperatura.

## História

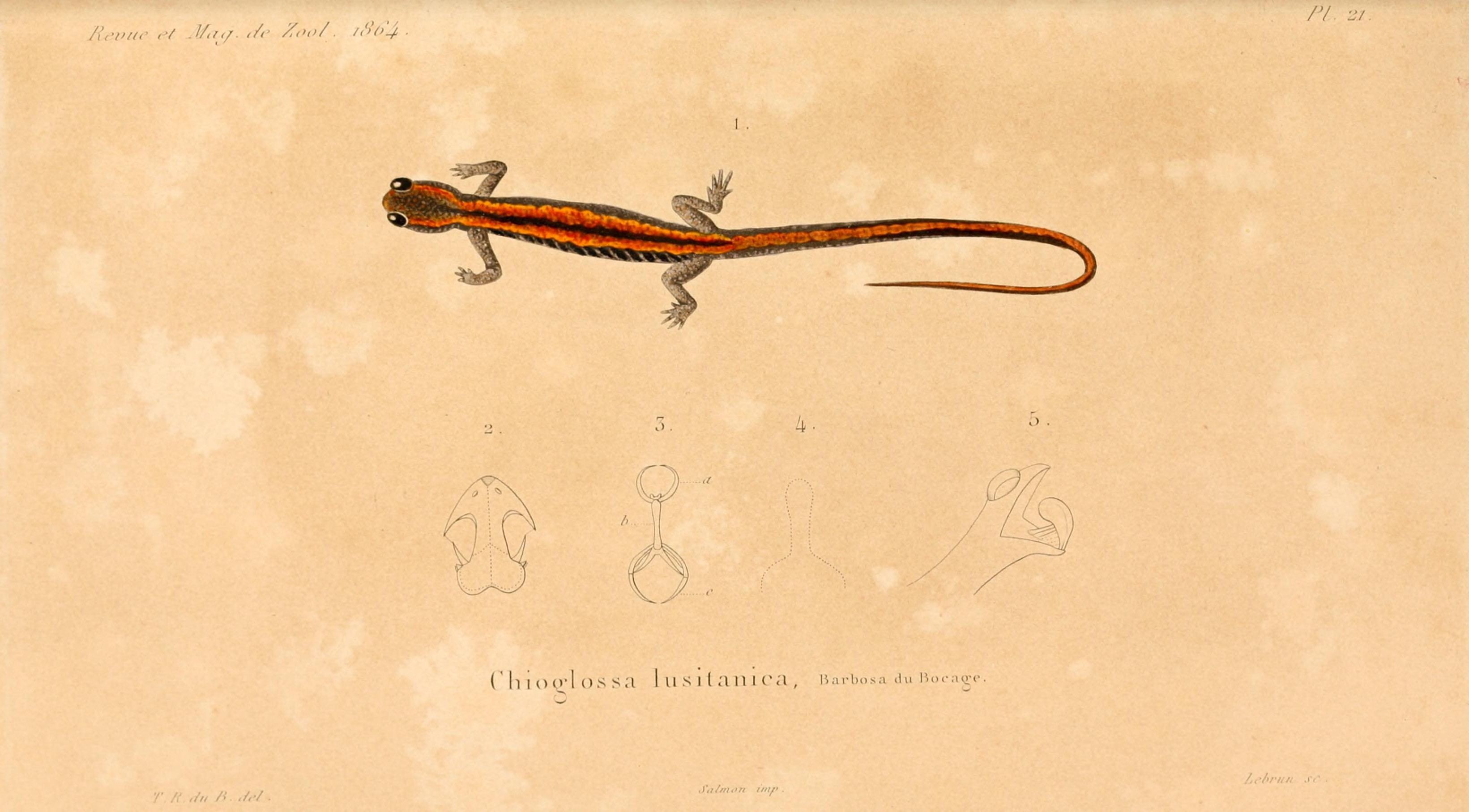
Gravura original de José Vicente Barbosa du Bocage publicada na Revue et Magazin de Zoologie Pure et Apliquée

A espécie foi descrita em 1864 por José Vicente Barbosa du Bocage, director da então Secção Zoológica do Museu de Lisboa. Os primeiros exemplares que recebeu foram-lhe enviados de Coimbra por M. Rosa de Carvalho, advogado (mas que se intitula nas cartas dirigidas a Bocage por Bicheiro-Mor), em 1863. No ano seguinte, este enviou mais alguns exemplares recolhidos na Serra do Buçaco.
A descrição da espécie e do género foi publicada nas revistas Proceedings of the Scientific Meetings of the Zoological Society of London e na Revue et Magasin de Zoologie Pure et Apliquée em 1864.